# Platja del Suís
La platja del Suís és una platja del municipi de La Ràpita (Montsià), situada a la badia dels Alfacs, a la zona sud de la zona urbana, delimitada a llevant per un espigó, que la separa de la platja de les Delícies. Té una longitud de 76 metres i una amplada mitjana de 10 metres, formada per sorra fina i daurada. Disposa de dutxa, neteja diària i aparcament.